# Poffabro
Poffabro is een plaats in de Italiaanse gemeente Frisanco.